# Snyltgästen (TV-serie)
Snyltgästen (engelsk originaltitel: Back) är en brittisk sitcom med komediparet David Mitchell och Robert Webb i huvudrollerna. Serien skapades av Simon Blackwell och hade premiär på Channel 4 den 6 september 2017. En andra säsong började spelas in i oktober 2019.
Serien utspelar sig området kring Stroud i Gloucestershire, där den också är inspelad. Serien fick bra recensioner men låga tittarsiffror, liksom Mitchell och Webbs tidigare sitcom Peep Show. Den har visats svensktextad på SVT. 

## Handling
Efter sin far Lauries död ska den 42-åriga Stephen ta över familjeföretaget, puben John Barleycorn i Stroud. Hans planer avbryts när Andrew, ett tidigare fosterbarn som kort uppfostras av Stefans föräldrar, återvänder ivrig att förnya sin relation med familjen. Andrew charmar resten av Stephens familj – inklusive hans mor Ellen, syster Cass och farbror Geoff – men Stephen avskyr honom och ser på honom som "en snygg, farlig sociopat som håller på att stjäla hans familj, hans företag och hans liv". Andrew minns gärna tiden han tillbringade med familjen som glad, medan Stephen kommer ihåg samma tid som eländig. 

## Rollista
- David Mitchell som Stephen Richard Nichols 
  - Sebastian Patterson som en ung Stephen i flashbackscener
- Robert Webb som Andrew Thomas Donnelly  
  - Caius Luckyn-Malone som en ung Andrew i flashbackscener
- Penny Downie som Ellen May Nichols, mor till Stephen och Cass
- Louise Brealey som Cassandra Leslie "Cass" Nichols, Stephens syster
- Geoffrey McGivern som Geoff, Stephens farbror och Lauries bror
- Matthew Holness som Laurie, Stephens avlidne far i flashbackscener
- Olivia Poulet som Alison, Stephens exfru
- Oliver Maltman som Mike, bartender
- Jessica Gunning som Jan, bartender
- Emily Lloyd-Saini som veterinär
- Michael Wildman som Tom, Alisons partner
- Julie Dray som Juliet, den franska kocken